# Andrews Engelmann
Pour les articles homonymes, voir Engelmann.
Andrews Engelmann (de son vrai nom Andrei Engelman, né le 23 mars 1901 à Saint-Pétersbourg, mort le 25 février 1992 à Bâle) est un acteur allemand.

## Biographie
Après son abitur, ce fils d'un commerçant germano-balte commence l'année suivante des études de médecine à l'académie militaire de Saint-Pétersbourg. En 1921, il quitte l'état soviétique par la Finlande et arrive à Berlin. En 1922, il poursuit ses études universitaires puis obtient le passeport Nansen.
Durant un semestre, il va travailler en France. Il fait sa première apparition au cinéma en 1924. Le théâtre des Variétés à Paris l'engage comme danseur, fait une tournée en France et une exhibition à Bruxelles.
En 1926, il joue dans le film américain Mare Nostrum un commandant de sous-marin fanatique. Par la suite, l'acteur chauve joue les crapules. Ainsi, en 1929, pour son premier film allemand, Le Journal d'une fille perdue de Georg Wilhelm Pabst, il interprète le directeur malfaisant d'une maison de correction pour jeunes filles.
Restant en Allemagne nazie, il joue l'étranger malfaisant comme le fonctionnaire soviétique dans Les Fugitifs ou l'officier britannique dans Über alles in der Welt ou Carl Peters. En 1939, il épouse l'actrice Charlotte Susa. Jusqu'au début de la Seconde Guerre internationale, il joue aussi dans des films internationaux. Sentant qu'il ne pourra plus se déplacer, il fuit à Prague.
En 1946, il s'installe à Viroflay, près de Paris. Il continue à jouer les méchants comme l'assassin dans Le Secret de Mayerling. En 1953, il s'installe à Bâle et devient citoyen suisse.
Après son dernier film, il s'investit dans la fabrication de systèmes de climatisation pour l'industrie et les télécommunications.

## Filmographie
| - 1924 : La Flambée des rêves - 1924: Les deux gosses - 1925 : La joueuse d'orgue de Charles Burguet - 1926 : Mare Nostrum - 1927 : Le Danseur de jazz - 1927: Éducation de prince de Henri Diamant-Berger - 1928 : The Three Passions - 1928: Moulin Rouge de Ewald André Dupont - 1929 : Cagliostro - 1929: Le Journal d'une fille perdue - 1929: Atlantis - 1929: City of Play - 1930 : Wolves - 1930: Les Deux mondes/Two Worlds/Zwei Welten - 1930: La femme d'une nuit - 1931 : Das gelbe Haus des King-Fu - 1932 : La bête errante - 1933 : Baroud - 1933: Les Fugitifs - 1934 : Die Insel - 1934: Der rote Tod von Riga - 1934: Au bout du monde - 1934: Vers l'abîme - 1935 : Retour au paradis de Serge de Poligny - 1935: Stormy Weather - 1935: The Crouching Beast - 1935: Le Vertige de Paul Schiller - 1936 : Prison Breaker - 1936: Die letzten Vier von Santa Cruz - 1936: Der Abenteurer von Paris | - 1936: The Last Waltz - 1936: Toilers of the Sea - 1937 : Les Perles de la couronne - 1937: Andere Welt - 1938 : Verklungene Melodie - 1938: Le Révolté - 1939 : Drame à Canitoga (de) - 1939: Les Cadets - 1939: Légion Condor (de) - 1939: Kriminalkommissar Eyck - 1940 : Die letzte Runde - 1940: Kora Terry (de) - 1941 : Über alles in der Welt - 1941: Carl Peters - 1942 : Geheimakte WB 1 - 1942: GPU - 1943 : Les Aventures fantastiques du baron Münchhausen - 1943 : La parole est à la défense (Der Verteidiger hat das Wort) - 1944: Sieben Briefe - 1944: Der Rückkehrer - 1945 : Shiva und die Galgenblume (de) - 1949 : Fantômas contre Fantômas de Robert Vernay - 1949: Ruf an das Gewissen (de) (tourné en 1944) - 1949: Le Secret de Mayerling - 1950 : Mystère à Shanghaï - 1950: Skandal in der Botschaft - 1951 : Herzen im Sturm - 1951: Maître après Dieu - 1952 : La Fille au fouet - 1952: Das Geheimnis vom Bergsee |